# Gradungula
Gradungula sorenseni es una especie de araña araneomorfa de la familia Gradungulidae. Es la única especie del género monotípico Gradungula.

## Distribución
Es originaria de Nueva Zelanda, donde se encuentra en la Isla Sur e Isla Stewart.